# Trauma (1993)
Trauma is een Italiaans-Amerikaanse horrorfilm uit 1993 en is geregisseerd door Dario Argento met in de hoofdrol Asia Argento, Christopher Rydell, Piper Laurie en Frederic Forrest.
De film is de tweede film die Argento in de VS heeft gemaakt naar eerder de anthologiefilm Two Evil Eyes met George Romero.

## Verhaal
Aura (Asia Argento), is een suïcidaal meisje dat lijdt aan een eetstoornis, die ontsnapt uit een psychiatrische kliniek en op het punt staat van een brug te springen. Ze wordt op het laatste moment gered door journalist David (Christopher Rydell), die het tot zijn persoonlijke missie maakt het mooie meisje te helpen. Wanneer haar ouders in hun bijzijn door een onherkenbare dader worden onthoofd, besluiten David en Aura op zoek te gaan naar de psychopaat, die onschuldige mensen afslacht met een eigengemaakte guillotine. Een gevaarlijke zoektocht start, die leidt naar de ontdekking van een gruwelijk geheim uit het verleden.

## Rolverdeling
| Acteur                | Personage                                  |
| --------------------- | ------------------------------------------ |
| Asia Argento          | Aura Petrescu                              |
| Christopher Rydell    | David Parsons                              |
| Piper Laurie          | Adriana Petrescu                           |
| Frederic Forrest      | Dr. Judd                                   |
| Laura Johnson         | Grace Harrington                           |
| Dominique Serrand     | Stefan Petrescu                            |
| James Russo           | Hoofdinspecteur Travis                     |
| Cory Garvin           | Gabriel Pickering                          |
| Terry Perkins         | Mrs. Pickering                             |
| Brad Dourif           | Dr. Lloyd                                  |
| Hope Alexander-Willis | Linda Quirk                                |
| Jacqueline Kim        | Alice                                      |
| Sharon Barr           | Hilda Volkman                              |
| Isabell O'Connor      | Georgia Jackson                            |
| Fiore Argento         | Receptioniste Farraday kliniek (onvermeld) |
| Anna Ceroli           | Dansend meisje in aftiteling (onvermeld)   |

## Achtergronden
Het personage van Asia Argento in de film is gebaseerd op Asia's halfzus Anna Ceroli. Ze was de eerste dochter van haar moeder Daria Nicolodi uit een eerder huwelijk.
Anna leed destijds aan anorexia en is te zien als het dansende meisje in de aftiteling. Ze stierf kort na de release van de film door een verkeersongeluk in 1994.